# Meghálajai
A meghálajai a Föld történetének jelenlegi korszaka, a negyedidőszak és holocén kor legfelső rétegtani emelete. A Nemzetközi Rétegtani Bizottság által szabványosított emelet határsztratotípusa az India északkeleti részén fekvő Meghálaja tagállamban található függőcseppkő-képződmény.
A korszak egy körülbelül 4200 évvel ezelőtti (i. e. 2250 körül), 200 évig tartó világméretű aszállyal kezdődött. Az aszály kihatással volt Észak-Afrikára, Dél-Európára, a Közel-Keletre, az Indiai szubkontinensre és Kínára, és régészek szerint hozzájárulhatott az ókori egyiptomi óbirodalom, a mezopotámiai Akkád Birodalom, az Indus-völgyi civilizáció és a Jangce-menti Liangcsu-kultúra összeomlásához.
A Nemzetközi Rétegtani Bizottság 2018 júliusában hivatalosította a meghálajai korszak meglétét a grönlandi és northgripi korszakokkal egyetemben.